# La Gloire d'Elric
La Gloire d'Elric (titre original : Tales of the White Wolf) est le deuxième tome d'un recueil de nouvelles d’heroic fantasy écrite par de nombreux auteurs ; il met en scène les aventures d'Elric de Melniboné, une incarnation du Champion éternel. Il ne fait pas partie du Cycle d'Elric mais du cycle des Contes du Loup Blanc.

## Contenu
- L'Éveil du loup blanc, de Paul W. Cashman
- Le Cœur du dragon, de Nancy A. Collins
- Le Pouvoir d'une femme, de Doug Murray
- Une atmosphère de fantastique médiéval, de Karl Edward Wagner
- L'Âme d'une vieille machine, de Thomas E. Fuller
- L'Enfant blanche, de Jody Lynn Nye
- Tentations de fer, de Colin Greenland
- L'Autre Épée, de Robert Weinberg
- Le Présent d'Arioch, de Charles Partingon
- Funambule sur l'axe, de Peter Crowther et James Lovegrove
- Au-delà de la balance, de Nancy Holder
- Une vie meublée par Moorcock première manière, de Neil Gaiman

## Référence
- Michael Moorcock présente : Contes du Loup Blanc, La Gloire d'Elric (réunis par Edward E. Kramer et Richard Gilliam, traduction de E. C. L. Meistermann), éditions Pocket (coll. Science-fiction) no 5658, 1997,  (ISBN 2-266-07635-3)